# Steve Novak
Steven Michael Novak, detto Steve (Libertyville, 13 giugno 1983), è un ex cestista statunitense.

## Carriera
Alto 2,08 metri, è un giocatore atipico che interpreta entrambe le posizioni di ala, essendo dotato di eccellente tiro perimetrale ma di scarsa attitudine per il gioco d'area. Chiamato dagli Houston Rockets al secondo giro del draft NBA 2006, nei suoi primi due anni di professionismo con la squadra texana è sempre rimasto ai margini delle rotazioni. Nel 2008 viene invece ceduto ai Los Angeles Clippers, coi quali riesce ad ottenere un discreto minutaggio uscendo dalla panchina e realizzando quasi 7 punti e 2 rimbalzi a partita nel corso della stagione. Diventato free agent al termine della stagione 2009-10, nel settembre 2010 firma un contratto con i Dallas Mavericks. Dopo essere stato tagliato passa ai San Antonio Spurs. La stagione successiva la gioca interamente con la maglia dei New York Knicks.

## Caratteristiche tecniche
Novak è un giocatore che deve la sua fortuna al suo formidabile tiro da tre che lo rende uno dei migliori tiratori nella NBA. Novak ha avuto la sua esplosione dal gennaio 2012 quando, complici alcuni infortuni, riesce a giocare con continuità e, prima sotto la guida di Mike D'Antoni, poi sotto quella di Mike Woodson, riesce a diventare uno dei pilastri della squadra di New York. Significative le 8 triple messe a segno nella vittoria dei Knicks contro i Celtics il 18 aprile 2012.

## Statistiche

### College
| Anno      | Squadra             | PG  | PT | MP   | TC%  | 3P%  | TL%  | RP  | AP  | PRP | SP  | PP   |
| --------- | ------------------- | --- | -- | ---- | ---- | ---- | ---- | --- | --- | --- | --- | ---- |
| 2002-2003 | Marquette G. Eagles | 33  | 0  | 15,5 | 50,4 | 50,5 | 93,9 | 2,2 | 0,5 | 0,2 | 0,0 | 6,7  |
| 2003-2004 | Marquette G. Eagles | 31  | 29 | 29,5 | 40,7 | 43,0 | 91,2 | 4,6 | 1,3 | 0,7 | 0,1 | 12,5 |
| 2004-2005 | Marquette G. Eagles | 31  | 29 | 29,9 | 45,7 | 46,1 | 90,5 | 4,1 | 0,9 | 0,5 | 0,1 | 13,5 |
| 2005-2006 | Marquette G. Eagles | 31  | 31 | 33,8 | 47,7 | 46,7 | 97,4 | 5,9 | 1,3 | 0,6 | 0,1 | 17,5 |
| Carriera  | Carriera            | 126 | 89 | 27,0 | 45,6 | 46,1 | 93,1 | 4,2 | 1,0 | 0,5 | 0,1 | 12,4 |

### NBA

#### Regular Season
| Anno      | Squadra           | PG  | PT | MP   | TC%  | 3P%  | TL%  | RP  | AP  | PRP | SP  | PP  |
| --------- | ----------------- | --- | -- | ---- | ---- | ---- | ---- | --- | --- | --- | --- | --- |
| 2006-2007 | Houston Rockets   | 35  | 1  | 5,5  | 36,0 | 33,3 | 100  | 0,7 | 0,2 | 0,1 | 0,0 | 1,5 |
| 2007-2008 | Houston Rockets   | 35  | 0  | 7,5  | 48,0 | 47,9 | 75,0 | 1,0 | 0,2 | 0,1 | 0,1 | 3,9 |
| 2008-2009 | L.A. Clippers     | 71  | 3  | 16,4 | 44,4 | 41,6 | 91,3 | 1,8 | 0,6 | 0,3 | 0,1 | 6,9 |
| 2009-2010 | L.A. Clippers     | 54  | 0  | 6,7  | 38,9 | 31,0 | 77,8 | 0,6 | 0,1 | 0,1 | 0,0 | 2,1 |
| 2010-2011 | Dallas Mavericks  | 7   | 0  | 2,6  | 50,0 | 75,0 | -    | 0,7 | 0,0 | 0,0 | 0,0 | 1,6 |
| 2010-2011 | San Antonio Spurs | 23  | 0  | 8,6  | 52,5 | 54,8 | 100  | 1,0 | 0,1 | 0,0 | 0,2 | 4,0 |
| 2011-2012 | N.Y. Knicks       | 54  | 0  | 18,9 | 47,8 | 47,2 | 84,6 | 1,9 | 0,2 | 0,3 | 0,2 | 8,8 |
| 2012-2013 | N.Y. Knicks       | 81  | 1  | 20,3 | 41,4 | 42,5 | 90,9 | 1,9 | 0,4 | 0,3 | 0,1 | 6,6 |
| 2013-2014 | Toronto Raptors   | 54  | 1  | 10,0 | 41,1 | 42,6 | 100  | 1,1 | 0,2 | 0,2 | 0,1 | 3,3 |
| 2014-2015 | Utah Jazz         | 22  | 0  | 5,0  | 45,7 | 48,5 | 0,0  | 0,7 | 0,3 | 0,0 | 0,0 | 2,2 |
| 2014-2015 | Oklahoma Thunder  | 13  | 0  | 6,8  | 28,6 | 20,0 | -    | 0,5 | 0,4 | 0,0 | 0,1 | 1,2 |
| 2015-2016 | Oklahoma Thunder  | 7   | 0  | 3,4  | 50,0 | 55,6 | -    | 0,6 | 0,0 | 0,0 | 0,0 | 2,4 |
| 2015-2016 | Milwaukee Bucks   | 3   | 0  | 6,7  | 33,3 | 33,3 | 100  | 0,3 | 0,0 | 0,0 | 0,0 | 2,3 |
| 2016-2017 | Milwaukee Bucks   | 8   | 0  | 2,8  | 28,6 | 16,7 | -    | 0,4 | 0,0 | 0,0 | 0,0 | 0,6 |
| Carriera  | Carriera          | 467 | 6  | 12,1 | 43,7 | 43,0 | 87,7 | 1,3 | 0,3 | 0,2 | 0,1 | 4,7 |

#### Playoffs
| Anno     | Squadra           | PG | PT | MP   | TC%  | 3P%  | TL% | RP  | AP  | PRP | SP  | PP  |
| -------- | ----------------- | -- | -- | ---- | ---- | ---- | --- | --- | --- | --- | --- | --- |
| 2008     | Houston Rockets   | 3  | 0  | 7,0  | 75,0 | 66,7 | -   | 0,7 | 0,0 | 0,0 | 0,3 | 2,7 |
| 2011     | San Antonio Spurs | 1  | 0  | 6,0  | -    | -    | -   | 1,0 | 0,0 | 0,0 | 0,0 | 0,0 |
| 2012     | N.Y. Knicks       | 5  | 1  | 19,0 | 44,4 | 57,1 | -   | 3,0 | 0,0 | 0,0 | 0,2 | 2,4 |
| 2013     | N.Y. Knicks       | 9  | 0  | 5,6  | 53,8 | 44,4 | -   | 0,4 | 0,0 | 0,1 | 0,0 | 2,0 |
| 2014     | Toronto Raptors   | 4  | 0  | 3,8  | 0,0  | 0,0  | -   | 1,3 | 0,3 | 0,0 | 0,0 | 0,0 |
| Carriera | Carriera          | 22 | 1  | 8,5  | 48,3 | 45,5 | -   | 1,2 | 0,0 | 0,0 | 0,1 | 1,7 |